# کرمینس
کرمینس (به اسپانیایی: Crémenes) یک دهستان در اسپانیا است که در استان لئون، اسپانیا واقع شده‌است.

## خصوصیات
کرمینس ۱۵۳٫۱۲ کیلومترمربع مساحت و ۶۶۰ نفر جمعیت دارد و ۱٬۰۰۳ متر بالاتر از سطح دریا واقع شده‌است.